# Фрідріх фон Візер
Фрідріх фон Візер (нім. Friedrich von Wieser, 10 липня 1851, Відень — 22 липня 1926, Бруннвінкель) — економіст, представник Австрійської школи в економічній науці.
З 1903 професор політекономії у Віденському університеті. Спільно з К. Менгером і Е. Бем-Баверком розробляв теорію граничної корисності і ввів цей термін. Спростовував марксистську теорії трудової вартості і додаткової вартості. Створив теорію зобов'язання, згідно з якою кожному з трьох чинників виробництва — праці, землі і капіталу — ставиться певна частина цінності створеного ними продукту. Висунув теорію грошей, визначаючи їх цінність в залежності від співвідношення грошових і реальних доходів.

## Біографія
Народився у Відні 10 липня 1851 року. Його батько був інтендантом австрійської армії під час австро-пруссько-італійської війни 1859 року, за що був зведений у дворянське звання. Згодом став бароном, таємним радником і віце-президентом австрійського управління по аудиту. Після закінчення бенедиктинського гімназії, де він подружився з Ойген фон Бем-Баверк, продовжив навчання на юридичному факультеті Віденського університету. Згодом вступив на державну службу і деякий час працював в міністерстві фінансів.
З метою поглиблення знань з економіки продовжив її вивчення в університетах Гейдельберга та Лейпцига. У 1883 році отримав місце приват-доцента у Віденському університеті і захистив докторську дисертацію. Після публікації книги «Про походження та основні закони економічної вартості» (нім. Über den Ursprung und die Hauptgesetze des wirtschaftlichen Werthes)  Карл Менгер рекомендував Візера до заняття посади професора в університеті Праги. Викладав в ньому до 1902 року. У Празі одружився з Маріаною Вольф. У 1903 році Менгер передав йому завідування кафедрою у Віденському університеті. Викладацька діяльність фон Візер переривалася лише один раз. У 1917—1918 рр. займав посаду міністра торгівлі Австро-Угорської імперії. У 1922 році пішов на пенсію, зберігши звання почесного професора.
Помер 22 липня 1926 року в селі Бруннвінкель під Зальцбургом від пневмонії. Похований у Відні.

## Науковий внесок
Найбільш відомим внеском Візера є теорія приписування (англ. imputation theory), запозичена з його праці 1889 року «Природна цінність» (нім. Der natürliche Wert), та теорія альтернативної вартості (або альтернативних витрат), запозичена з його праці 1914 року «Теорія соціальної економіки» (нім. Theorie der gesellschaftlichen Wirtschaft), в якій він запровадив термін «альтернативна вартість». Йому приписують економічне розмежування між суспільними та приватними благами, яке згодом використовували Фрідріх фон Гаєк та вісім його учнів, а також розробку концепції граничної корисності (нім. Grenznutzen).
Візер також підкреслював важливість підприємця для економічних змін, які, на його думку, були спричинені «героїчним втручанням окремих людей, які з'являються як лідери на нових економічних рубежах». Цю ідею менеджменту пізніше розвинув Йозеф Шумпетер у своєму трактуванні економічних інновацій. Теорія вартості була революційною, оскільки відкрила дебати про економічну цінність, ввівши об'єктивний розрахунок у суб'єктивну теорію. Це було одне з перших математичних рішень проблеми визначення цін на фактори виробництва. Його теорія приписування виправила можливі помилки в теорії його вчителя Карла Менгера і досі використовується в мікроекономіці в споживчих дослідженнях для розрахунку систематичної заміни факторів виробництва.
Ще одним фундаментальним внеском Візера в економіку є теорія альтернативних витрат («закон Візера»), яку ігнорували Альфред Маршалл та британські економісти. Спираючись на роботи Вільфредо Парето, Візер створив концепції граничної корисності та альтернативних витрат, які підштовхнули економістів до вивчення та аналізу дефіциту та розподілу обмежених ресурсів.
Отже, Візер удосконалив теорію Карла Менгера, викладену у його «Принципах економічної науки» (1871), ввівши визначення вартості, альтернативної вартості, сумісне з теорією граничної корисності, відому також як «закон Візера». Він також використав монетарну теорію Карла Менгера, на основі якої розробив власну монетарну теорію, що представляє дослідження можливих впливів на грошову вартість, які можуть змінити співвідношення між натуральною та монетарною економікою.
Найважливіший внесок Візера полягає в тому, що завдяки своєму знанню соціології він поєднав австрійську теорію корисності з еволюційною теорією інститутів, пропонуючи рішення парадоксу між приватною власністю та максимізацією корисності. Візер стверджував, що ідеалізовані класичні та неокласичні моделі нехтують такими базовими поняттями, як можливість існування монополій та економія на масштабах виробництва. Візер стверджував, що ідеалізовані рафіновані та самодостатні моделі не можуть бути корисними інструментами для економічної політики, що призводить до неоптимальних рішень. У своєму трактаті «Теорія суспільного господарства» (нім. Theorie der Wirtschaft gesellschaftliche) він висунув концепцію суспільної економіки (нім. gesellschaftliche Wirtschaft), використовуючи ефективність втручання в певних випадках як орієнтир для оцінки ефективності політики.

## Віднесення Візера до Австрійської економічної школи
Людвіг фон Мізес стверджував, що робота Візера, після отримання початкового імпульсу, мало чим зобов'язана Менгеру. Визнаючи, що Візер «миттєво» усвідомив значущість роботи Менгера «Принципи економічної науки» і «збагатив теорію в деяких відношеннях», Мізес заперечував, що Візер був «творчим мислителем» і вважав, що загалом він «приніс більше шкоди, ніж користі». Згідно з Мізесом, Візер фактично «ніколи не розумів суті суб'єктивізму в Австрійській школі, і ця обмеженість стала причиною багатьох допущених ним помилок... Його ідеї про обчислення цінності підтверджують висновок, згідно з яким його не можна називати членом Австрійської школи, а слід зарахувати, скоріше, до лозаннської школи». (Mises 1978, p. 36). Такій оцінці Мізеса вторить Джордж Стіглер, стверджуючи (Stigler 1949, p. 158), що теорія привласнення Візера «набагато ближча до ранніх творів Вальраса, ніж до праць Менгера і Бем-Баверка».